# Жил-был дурак
«Жил-был дурак» («То был дурак»; англ. A Fool There Was) — немой фильм, снятый режиссёром Фрэнком Пауэллом в 1915 году. Это один из первых фильмов, где использовался образ женщины-вамп. Одна из немногих сохранившихся лент с участием Теды Бары.

## Сюжет
Прекрасная женщина подобно вампиру находит себе очередную «жертву» используя своё очарование и лишает его денег и счастья, на этот раз её выбор падает на молодого дурака из Уолл-стрита — Джона Шайлера. «Дураку» предстоит сделать нелёгкий выбор между семьёй и новой подружкой.

## Предпосылка к созданию
Фильм был основан на популярной бродвейской пьесе под названием «A Fool There Was» поставленной Портером Емерсоном Брауном в 1909 году. Которая в свою очередь основана на стихах Редьярда Киплинга — «Вампир». В главной роли выступала известная актриса Кэтрин Каэлред. Самым известным актёром в спектакле был Роберт Хиллиард, хотя он не принимал никакого участия в съёмках фильма, но в самом фильме не раз встречаются отсылки к нему.

## Создание фильма
При создании и съёмках фильма шла попытка воссоздать с точностью атмосферу стихотворного произведения Редьярда Киплинга — «Вампир». Поэтому зритель имеет возможность перед каждой сценой читать отрывки из стихотворения в титрах на протяжении всего фильма. Ещё одно неофициальное название фильма — «Вампир», поэтому фильм иногда причисляют к первому вампирскому кино.
Фильм стал также одним из объектов трюка голливудской рекламы по которому якобы произошла утечка информации о вымышленной биографии актрисы Теда Бары на пресс-конференции в январе. Там Бару представляли как уникальную арабскую актрису, в меховом наряде. Позже выяснялось, что это было всё инсценировано Голливудом для раскрутки актрисы и нового фильма.
В фильме также впервые появилась актриса, которая приобрела мировую известность во время первой мировой войны — Мэй Эллисон.

## В главных ролях
- Руна Ходгес — ребёнок
- Мейбл Френеар — Кейт Шайлер, жена дурака
- Эдвард Хосе — Джон Шайлер, муж (Дурак)
- Мэй Элиссон — сестра жены
- Клиффорд Брюс — Том
- Теда Бара — женщина-вампир
- Виктор Бенуа — одна из её жертв
- Фрэнк Пауэлл — доктор
- Минна Геил — невеста доктора

## Пародии и отсылки к фильму
- Известный мультипликатор Текс Эйвери выпускает в 1938 году мультфильм под названием «A Feud There Was», хотя сам мультфильм не отсылается ни к фильму, ни к главной актрисе.
- В одном эпизоде популярного американского сериала «Your Show of Shows» (1950—1954) идёт прямая пародия на фильм с участием главных персонажей — Сидом Цезарем и Имоджин Кокой.